# Andrus Veerpalu
Andrus Veerpalu (født 8. februar 1971 i Pärnu) er en estisk langrendsløber.
Veerpalu tog sølv på 50 kilometer klassisk under VM i 1999 i Ramsau. Under VM i 2001 i Lahtis blev han verdensmester på 30 kilometer i klassisk stil.
Ved vinter-OL 2002 i Salt Lake City blev det til sølvmedalje på 50 kilometer klassisk, og guld på 15 kilometer. Fire år senere forsvarede han guldet på 15 kilometer under Vinter-OL 2006 i Torino.
Ved VM i nordisk skiløb 2009 i Liberec i Tjekkiet vandt Veerpalu igen 15 kilometer klassisk. I 2011 blev det kendt at Veerpalu blev testet positiv på væksthormoner under løbene i Otepää. På grund af dopingprøven, stoppede Veerpalu lige før VM i nordisk skiløb 2011 i Oslo.
I 2005 blev han tildelt Holmenkollmedaljen.